# Aabenraa (općina)
Aabenraa je općina u danskoj regiji Južna Danska.

## Zemljopis
Općina se nalazi u južnom dijelu poluotoka Jutlanda, prositire se na 941,55 km2.

## Stanovništvo
Prema podacima o broju stanovnika iz 2010. godine općina je imala 59.978 stanovnika, dok je prosječna gustoća naseljenosti 63,7 stan/km2. Središte općine je grad Aabenraa.

### Naselja
| Veća naselja u općini |              |                    |
| Br.                   | Grad         | Stanovnika (2010.) |
| 1                     | Aabenraa     | 15.806             |
| 2                     | Rødekro      | 6.135              |
| 3                     | Padborg      | 4.552              |
| 4                     | Tinglev      | 2.844              |
| 5                     | Løjt Kirkeby | 2.208              |
| 6                     | Hjordkær     | 1.706              |
| 7                     | Kruså        | 1.678              |
| 8                     | Bylderup-Bov | 1.454              |
| 9                     | Bolderslev   | 1.234              |
| 10                    | Stubbæk      | 1.223              |

## Vanjske poveznice
- Službena stranica općine